# Vashil Fernandez
Vashil Fernández (Kingston, 16 de enero de 1992) es un exbaloncestista jamaicano. Con 2,08 metros de estatura, jugaba en la posición de pívot.

## Trayectoria deportiva

### Universidad
Jugó cuatro temporadas con los Crusaders de la Universidad de Valparaiso, en las que promedió 4,7 puntos, 5,1 rebotes y 2,2 tapones por partido. Fue elegido en sus dos últimas temporadas Defensor del Año de la Horizon League e incluido en el mejor quinteto defensivo de la conferencia. En 2016 lideró la División I de la NCAA en tapones, promediando 3,3 por partido, siendo galardonado además con el Premio Lefty Driesell al mejor jugador defensivo de la competición, tras batir el récord de la conferencia en tapones, con 119, y ser el primero en ser elegido mejor defensor del año dos veces consecutivas.

### Profesional
Tras no ser elegido en el Draft de la NBA de 2016, fichó por los Miami Heat el 17 de octubre, pero fue despedido cinco días después tras disputar dos partidos de pretemporada. El 1 de noviembre fue adquirido por los Sioux Falls Skyforce como jugador afiliado de los Heat.
Su experiencia no fue la mejor, y es que en este tipo de ligas los jugadores defensivos no son muy bien vistos, premiando el ataque, razón por la cual no llegó a los 8 minutos por encuentro en los 27 partidos disputados, antes de ser traspasado a los Greensboro Swarm, equipo vinculado a los Charlotte Hornets de la NBA, donde su suerte fue la misma durante 5 encuentros, con unas medias generales en los 32 partidos disputados de 1 punto, 1,9 rebotes y 0,6 tapones en 7,7 minutos de juego.
En la temporada 2017-2018 comenzó fichando por los CS Phoenix Galaţi de Rumanía, con los que no llegó a debutar por temas extradeportivos que no tenían que ver con el jugador, hasta que en el mes de diciembre de 2017 se compromete con el Club Baloncesto Peñas Huesca para competir en la Liga LEB Oro hasta el final de la temporada para  ocupar el puesto dejado por Matt O’Leary en la rotación interior.
En el inicio de la temporada 2018-2019 ficha por el Club Baloncesto Peixefresco Marín que milita en la liga LEB Plata.

### Selección nacional
Es miembro de la selección de Jamaica, con la que participó en el Centrobasket 2014.